# CRB3
CRB3 (англ. Crumbs 3, cell polarity complex component) – білок, який кодується однойменним геном, розташованим у людей на короткому плечі 19-ї хромосоми. Довжина поліпептидного ланцюга білка становить 120 амінокислот, а молекулярна маса — 12 854.
| 10         |  | 20         |  | 30         |  | 40         |  | 50         |
| ---------- |  | ---------- |  | ---------- |  | ---------- |  | ---------- |
| MANPGLGLLL |  | ALGLPFLLAR |  | WGRAWGQIQT |  | TSANENSTVL |  | PSSTSSSSDG |
| NLRPEAITAI |  | IVVFSLLAAL |  | LLAVGLALLV |  | RKLREKRQTE |  | GTYRPSSEEQ |
| VGARVPPTPN |  | LKLPPEERLI |  |            |  |            |  |            |

A: Аланін

D: Аспарагінова кислота

E: Глутамінова кислота

F: Фенілаланін

G: Гліцин

I: Ізолейцин

K: Лізин

L: Лейцин

M: Метіонін

N: Аспарагін

P: Пролін

Q: Глутамін

R: Аргінін

S: Серин

T: Треонін

V: Валін

W: Триптофан

Задіяний у такому біологічному процесі, як альтернативний сплайсинг. 
Локалізований у клітинній мембрані, мембрані, клітинних контактах, щільних контактах.